# 유석초등학교
유석초등학교는 대한민국 서울특별시 강서구 등촌동에 있는 사립 초등학교이다.

## 학교 연혁
- 1965년: 개교
- 1970년: 제 1회 졸업식(졸업생62명)
- 1973년: 안병룡 2대 교장 취임
- 1978년: 김선익 3대 교장 취임
- 1984년: 여재근 4대 교장 취임
- 1985년: 마포구 도화동에서 강서구 등촌동으로 교사 신축 이전
- 1993년: 일본과 친선교류, 중국 조선족 꽃봉오리예술단 친선방문 공연
- 1994년: 제4회 전국독서와 선발대회 연 4회 단체우승(문화 체육부장관상)
- 1999년: 김종상 5대 교장 취임
- 2004년: 중국천진사범대학 제2부속 소학교 자매결연, 5학년 방문학습 시작/캐나다 밴쿠버 코퀴털람 교육청 자매결연 어학연수
- 2005년: 참나종합예술제 풍물부 전국 최우수(환경부장관상)수상

## 참고 자료
- 유석초등학교 - 한국교육학술정보원 학교알리미